# Tần Gia (tướng)
Tần Gia (chữ Hán: 秦嘉, bính âm: Qín Jiā, ? – 208 TCN) là tướng nước Sở cuối thời nhà Tần trong lịch sử Trung Quốc. Ông tham gia khởi nghĩa chống sự cai trị của nhà Tần.

## Không theo Trần Thắng
Theo Sử ký, Tần Gia là người đất Lăng. Ông xuất hiện từ khi khởi nghĩa Trần Thắng bùng nổ.
Tháng bảy âm lịch năm 209 TCN, 900 người lính thú ở nước Sở cũ theo Trần Thắng khởi nghĩa ở làng Đại Trạch chống lại sự cai trị của nhà Tần. Trần Thắng đánh đến đất Trần xưng hiệu là Trương Sở vương, tự lập làm vua Sở.
Các nơi nhân lúc loạn lạc nơi nổi dậy rất nhiều, cùng mang danh nghĩa chống nhà Tần. Tần Gia cũng tụ tập trai tráng, cùng các tướng Đổng Tiết người đất Trất, Chu Kê Thạch người đất Phù Ly, Trịnh Bố người đất Thủ Lư, Đình Tật người đất Từ dấy binh. Tần Gia cầm đầu các tướng đem binh vây thái thú Đông Hải của nhà Tần tên là Khánh ở đất Đàm.
Trần Thắng nghe tin đạo quân Tần Gia vây đất Đàm, bèn phong người bạn của mình tên là Bạn làm tướng quân, tước hiệu Vũ Bình quân và cử đến điều khiển các đạo quân vây đất Đàm.
Khi Vũ Bình quân Bạn đến, Tần Gia không chịu nghe theo, tự lập làm Đại tư mã, không chịu phụ thuộc vào Vũ Bình quân. Ông nói với các tướng:
Vũ Bình quân ít tuổi, không hiểu việc binh, đừng nghe theo mệnh lệnh của ông ta.
Nhân đó Tần Gia giả mệnh lệnh của Trần vương, giết chết Vũ Bình quân.

## Lập Cảnh Câu
Tháng chạp năm 208 TCN, tướng Tần là Chương Hàm diệt xong Trương Sở, Trần Thắng bỏ chạy rồi bị người đánh xe là Trang Giả giết chết. Chương Hàm mang quân đánh Ngụy vương Cữu.
Tần Gia nghe tin quân của Trần Thắng ở đất Trần bị phá vỡ liền bỏ chạy khỏi đất Đàm đến Thành Lưu. Ông tìm được người dòng dõi nước Sở là Cảnh Câu, bèn lập làm Sở giả vương để có danh nghĩa kế tục chống Tần.
Thực lực suy yếu, liệu sức không chống được nhà Tần, Cảnh Câu theo kế của Tần Gia bèn sai Công Tôn Khánh đi sứ sang Tề vương, muốn cùng Tề vương hợp lực tiến quân. Tề vương Điền Đam từ chối và giết Khánh.
Lưu Bang mới khởi nghĩa, bị bộ tướng Ung Xỉ phản lại, mang đất Phong về hàng Ngụy Cữu. Lưu Bang cô thế bèn đến Thành Lưu xin gia nhập quân của Giả vương Cảnh Câu để mượn quân về đánh lại ấp Phong. Cảnh Câu và Tần Gia cấp quân cho Lưu Bang, sai đi cùng Ninh Quân đi đánh các thành ấp của nhà Tần.
Tướng nước Hàn là Trương Lương ám sát Tần Thủy Hoàng không thành, phải nương náu ở Hạ Bì; khi đó tập hợp 200 trai tráng cũng định đến Thành Lưu theo Tần Gia. Đến giữa đường, Trương Lương gặp Lưu Bang, hai người thấy hợp nhau nên Trương Lương theo Lưu Bang đi đánh Tần, không đến theo Tần Gia nữa.

## Thất bại
Hạng Lương khởi nghĩa ở đất Ngô, mang quân vượt sông Trường Giang đánh Tần. Tần Gia mang Cảnh Câu đóng quân ở phía đông Bành Thành, muốn chống lại Hạng Lương. Hạng Lương chưa biết Trần Thắng đã chết nên hiệu lệnh cho mọi người:
Trần Vương là người khởi nghĩa đầu tiên, vì chiến trận không lợi, nay không biết ở đâu. Bây giờ Tần Gia phản Trần Vương lập Cảnh Câu, tức là phản nghịch vô đạo!
Hạng Lương bèn tiến quân đánh Tần Gia. Quân của Tần Gia thua chạy. Tần Gia bị tử trận, các tướng Chu Kê Thạch, Dư Phàn Quân và quân lính đầu hàng Hạng Lương. Giả vương Cảnh Câu bỏ chạy đến nước Lương cũng bị giết.
Sau khi biết Trần Thắng đã chết, Hạng Lương bèn lập một người dòng dõi nước Sở khác là Mễ Tâm lên ngôi, tức là Sở Hoài Vương.